# Køkkenudstyr
Køkkenudstyr, køkkenredskaber, køkkengrej omfatter kogegrej, tallerkener, køkkenskåle osv., til anvendelse i et køkken.
| Mad og drikke | Spire Denne artikel om mad og drikke er en spire som bør udbygges. Du er velkommen til at hjælpe Wikipedia ved at udvide den. |